# Calixthe Beyala
Calixthe Beyala (n. 26 octombrie 1961, Douala, Camerun) este o scriitoare cameruneză ce scrie în limba franceză.